# Galatasaray Istanbul (basketbal ženy)
Galatasaray Kadın Basketbol Takımı, od roku 2022 nesoucí sponzorský název Galatasaray Çağdaş Faktoring, je ženský basketbalový klub z tureckého Istanbulu. Vznikl roku 1954. Je součástí sportovní jednoty Galatasaray SK (založena 1905). V minulosti nesl též sponzorské názvy Galatasaray Medical Park (2010–2012) a Galatasaray OdeaBank (2013–2015). Jeho největším úspěchem je vítězství v nejprestižnější evropské klubové soutěži, Eurolize, a to v sezóně 2013–14. Dvakrát též vyhrál druhou nejcennější evropskou trofej Eurocup (2008–09, 2017–18). Třináctkrát slavil turecký mistrovský titul (1987–88, 1989–90, 1990–91, 1991–92, 1992–93, 1993–94, 1994–95, 1995–96, 1996–97, 1997–1998, 1999–2000, 2013–14, 2014–15) a jedenáctkrát získal Turecký pohár (1992–93, 1993–94, 1994–95, 1995–96, 1996–97, 1997–98, 2009–10, 2010–11, 2011–12, 2012–13, 2013-14). Od roku 2023 hraje své domácí zápasy v hale Ahmet Cömert Spor Salonu pro 3500 diváků. Klubovými barvami jsou žlutá a červená.